# آدنوویریده
آدنوویریده (نام علمی: Adenoviridae) خانواده‌ای از ویروسهای دارای دی‌ان‌ای دو رشته‌ای خطی هستند که از طریق گیرنده‌های خود به سلولها می‌چسبند و با اندوسیتوز وارد سلول‌ها می‌شوند. ژنوم آدنوویروس‌ها در کروموزوم میزبان نفوذ نمی‌کند (فقط چرخه لیتیک دارند). این ویروس‌ها اندازه‌ای متوسط (۹۰–۱۰۰ نانومتر) و کپسیدی با آرایش بیست‌وجهی داشته و فاقد پوشش ویروسی هستند. آدنوویروس‌ها در سال ۱۹۵۳، برای نخستین بار از ناحیه آدنوئید (لوزه سوم) انسان نمونه‌برداری و شناسایی شدند.
این ویروس‌ها، عفونت‌های متنوعی را در بسیاری از گونه‌های مختلفی از مهره‌داران، ایجاد می‌کنند. تا ژانویه ۲۰۱۹، بیش از ۸۸ سروتیپ از آدنوویروس‌ها در بدن انسان شناسایی شده که عامل برخی از عفونت‌های تنفسی و گوارشی در انسان می‌باشند. این عفونت‌ها می‌توانند عامل یک عفونت سادهٔ تنفسی مانند سرماخوردگی باشند یا در افراد دارای نقص ایمنی، عفونت‌های خطرناک منتشرشونده در تمام بدن بیمار ایجاد کنند. آدنوویروس‌ها، عامل ۲ تا ۵ درصد از عفونت‌های تنفسی کودکان و بسیاری از موارد سرماخوردگی در بزرگسالان هستند.

## طبقه‌بندی
آدنوویروس‌ها شامل شش سرده شناسایی‌شده به شرح زیر هستند:
سردهٔ Atadenovirus: شامل ۱۰ گونه شناسایی‌شده در مهره‌داران مانند آدنوویروس اردک و آدنوویروس گاوی D
سردهٔ Aviadenovirus: آدنوویروس‌های شایع در پرندگان شامل ۱۵ گونه
سردهٔ Ichtadenovirus: تنها گونهٔ شناسایی شده، آدنوویروس ماهی استورژن است.
سردهٔ Mastadenovirus: شامل آدنوویروس‌های گونه‌های مختلفی از پستانداران مانند آدنوویرس C انسانی
سردهٔ Siadenovirus: هشت گونه در مهره‌داران شناسایی شده مانند آدنوویروس قورباغه
سردهٔ Testadenovirus

## بیماری‌زایی
این ویروس‌ها باعث عفونت مجاری تنفسی فوقانی (مانند تونسیلیت، سرماخوردگی، کروپ)، کونژنکتیویت، تهوع و استفراغ، برونشیولیت، پنومونی، گاستروانتریت و بسیار به ندرت انسفالیت ویروسی و سکته مغزی می‌شوند. داروی ضد ویروس اختصاصی ندارند.